# Hors-la-loi (album)
Pour l’article homonyme, voir Hors-la-loi (homonymie).
Hors-la-loi est le sixième album de la série Lucky Luke, et le premier mettant en scène les frères Dalton — plus précisément, les personnages historiques, Bob, Grat, Bill et Emmett Dalton, et non leurs cousins fictifs Joe, Jack, William et Averell, qui apparaîtront ultérieurement et deviendront les « méchants » récurrents de la série. Cet ouvrage contient deux aventures.

## Histoires

### Hors-la-loi
Alors que les frères Dalton sèment la terreur dans chaque banque, chaque train, chaque diligence et sont recherchés pour 5 000 dollars et plus, Lucky Luke les rate de peu pendant leur affaire suivante, mais il les rattrape dans le saloon où il leur donnera quelques leçons de politesse.

### Le Retour des frères Dalton
Lucky Luke assiste au début des élections de shérif. Il y revoit une de ses vieilles connaissances, Bill Boney, qu'il croisa dans l'album Rodéo. Boney, pour se faire élire, parle d'histoires douteuses qu'il aurait menées face aux Dalton. Pour lui régler son compte, Lucky Luke remet en scène les frères Dalton, ce qui fera par la suite élire comme shérif son ami B. Smiley.

## Anecdotes
Ce premier volet concernant les Dalton met en scène leur mort lors de l'attaque de la banque de Coffeyville — les quatre frères sont présentés comme ayant péri ce jour-là, même si, dans la réalité, seuls Bob et Grat furent tués. De manière insolite pour un album de Lucky Luke, l'épisode principal s'achève par le décès des hors-la-loi. Les cases illustrant la mort de Bob Dalton d'une manière réaliste et inhabituellement violente, furent censurées pour la sortie en album.
Cependant, le public ayant beaucoup apprécié les personnages des Dalton, pour lesquels Morris avait imaginé des visages identiques et des tailles échelonnées, l'auteur décida de les faire revivre en créant leurs quatre cousins, physiquement identiques, mais nettement plus stupides, d'abord brièvement dans l'album Lucky Luke contre Joss Jamon, puis en vedette dans Les Cousins Dalton.

## Adaptation
Cet album a été adapté dans la série animée Lucky Luke, diffusée pour la première fois en 1984.

## Sources
- www.bedetheque.com, « Lucky Luke » (consulté le 7 août 2008)
- www.lucky-luke.com, « Lucky Luke » (consulté le 7 août 2008)
- www.bdoubliees.com, « Parutions dans le journal de Spirou » (consulté le 7 août 2008)